# جيمس ديباه
جيمس ديباه (بالإنجليزية: James Debbah)‏ (14 ديسمبر 1969 في مونروفيا) لاعب كرة قدم ليبيري معتزل كان يجيد اللعب في مركز المهاجم .

## المسيرة الرياضية مع الأندية
بدأ ديباه مسيرته الرياضية في نادي مايتي بارولي الليبيري في سنة 1984 ثم انتقل إلى نادي يونيون دوالا الكاميروني سنة 1989 . في سنة 1990 قرر خوض غمار الاحتراف الخارجي بالانضمام إلى نادي أولمبيك إليه الفرنسي . في السنة التالية انتقل إلى نادي الدرجة الأولى موناكو وساهم في تأهل النادي إلى المباراة النهائية لبطولة كأس أبطال الكؤوس الأوروبي ولكنه خسر من نادي فيردر بريمن الألماني 0-2 . في الموسم التالي انتقل إلى نادي ليون من دون تحقيق أي إنجاز وبعد 3 سنوات انتقل إلى نادي نيس وفي سنة 1997 انتقل إلى نادي آندرلخت البلجيكي وأمضى فيه عدة أشهر وبعدها انتقل إلى نادي باريس سان جيرمان . أمضى ديباه عدة أشهر كذلك في نادي العاصمة الفرنسية وانتقل بعدها إلى نادي أنقرة غوجو التركي لموسم 1998-1999 . ثم انتقل إلى نادي إراكليس اليوناني سنة 1999 وبقي فيه سنتين انتقل بعدها إلى نادي الجزيرة الإماراتي ثم نادي المحرق البحريني لموسم 2003-2004 . بعد 4 سنوات من رحيله من البحرين انضم إلى نادي بونتانغ الإندونيسي لعدة أشهر حتى أعلن اعتزاله لعب كرة القدم في سنة 2008 .

## المسيرة الرياضية مع المنتخبات
شارك ديباه مع منتخب ليبيريا في نهائيات بطولة كأس الأمم الأفريقية لكرة القدم 1998 و2002 . في يوليو 2004 وخلال مباراة منتخب ليبيريا ومنتخب توغو ضمن تصفيات كأس العالم لكرة القدم 2006 في مونروفيا رفض ديباه الذي كان قائدا للمنتخب استبداله في الدقيقة 53 وانتظر حتى الدقيقة 68 للرحيل عن أرضية الملعب . انتهت المباراة بالتعادل السلبي بدون أهداف مما جعل لاعبي منتخب ليبيريا يخرجون في حماية الشرطة . أنهى منتخب ليبيريا مشواره في المجموعة باحتلال المركز الأخير برصيد 4 نقاط من 10 مباريات .

## روابط خارجية
- جيمس ديباه على موقع الاتحاد الدولي (مؤرشف)  (الإنجليزية)
- جيمس ديباه على موقع اتحاد تركيا (لاعب) (الإنجليزية)
- جيمس ديباه على موقع قاعدة بيانات كرة القدم.إي يو (الإنجليزية)
- جيمس ديباه على موقع ناشيونال فوتبول تيمز (الإنجليزية)
- جيمس ديباه على موقع كووورة